# 维勒·瓦洛
維勒·瓦洛（芬蘭語：Ville Valo）是芬蘭著名搖滾樂隊HIM的主唱、歌曲創作者和領導人物。HIM一共推出了8張录音室專輯、3張特別大碟及1張EP。他們在2006年发行的专辑《Dark Light》得到美國唱片業協會（RIAA）的金唱片認證，成為第一隊，也是唯一一隊奪得這個殊榮的芬蘭樂隊。在芬兰，HIM的5张专辑获得了白金唱片认证，并且第2张专辑《Razorblade Romance》获得了双白金唱片认证与德国的白金唱片认证。
瓦洛擁有男中音的音域。

## 早期生活

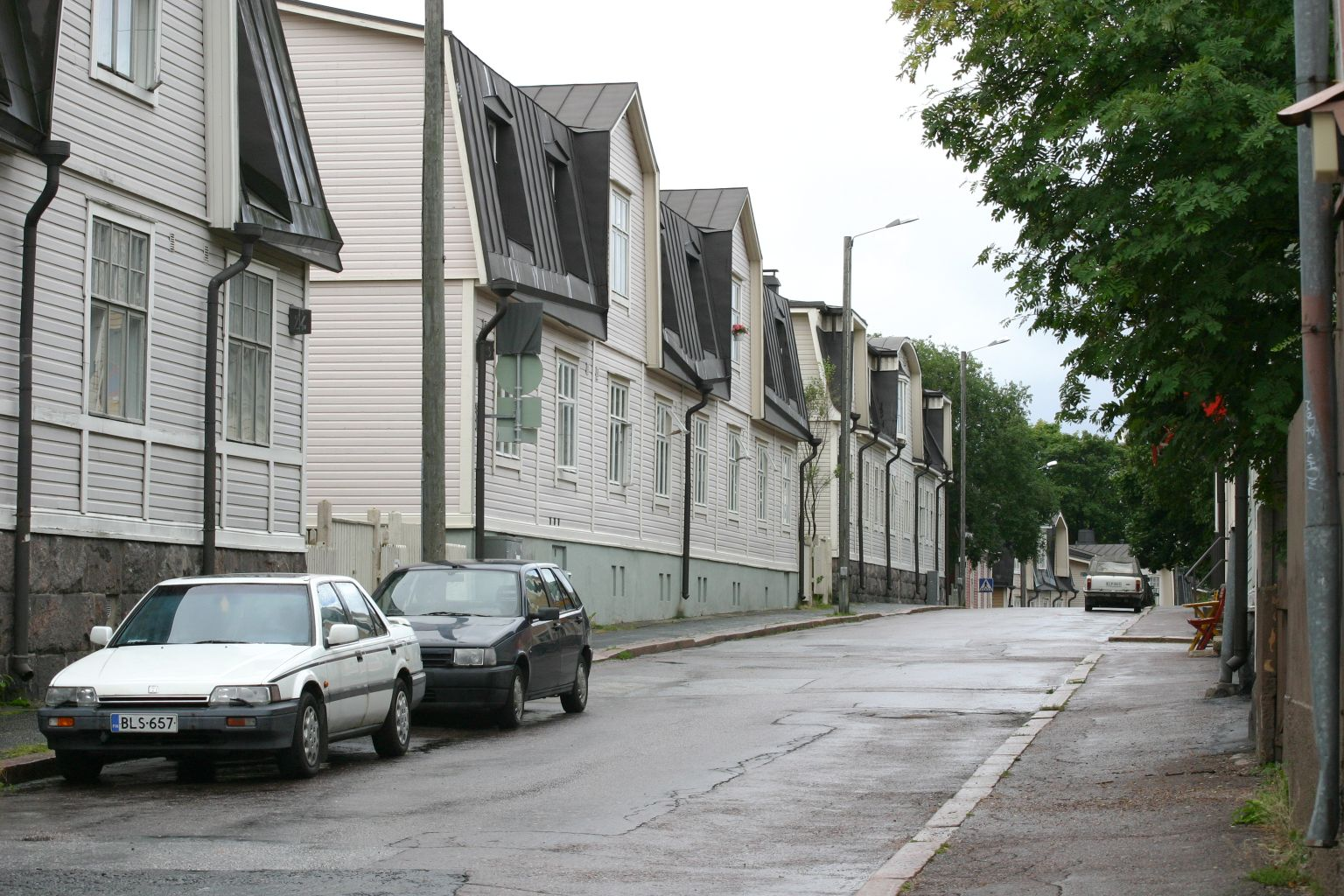
Vallila

瓦洛在1976年11月22日早上8時28分(芬蘭時間)於芬蘭赫爾辛基的Vallila市区出生。他的爸爸Kari，是一個芬蘭人，媽媽Anita則是匈牙利人，所以瓦洛有芬蘭和匈牙利的血統。他有一個比自己年輕7年的弟弟Jesse。Jesse是一個泰拳拳手，現在正在芬蘭一支樂隊'Iconcrash'擔任低音結他手。芬蘭名Ville等同英文名William和德文名Wilhelm；而Hermanni則是德文名Hermann；Valo是〝光〞的意思。

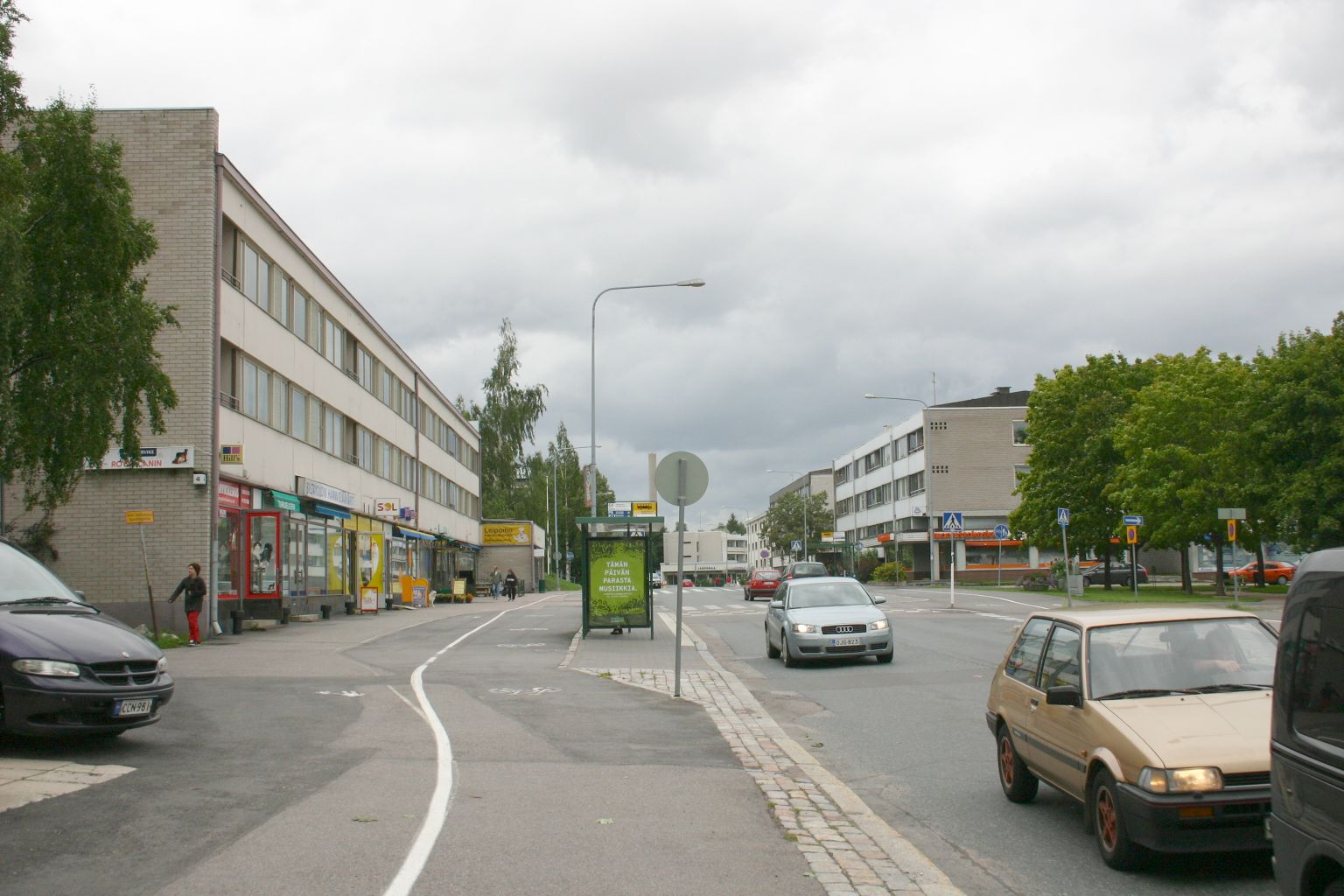
Oulunkylä

瓦洛出世後的幾個月都是住在Vallila市区。不久後，他們一家就搬到赫爾辛基的另一個市区奥卢村。瓦洛在奥卢村住了大約17年，至18歲就自己一人搬走獨居。爸爸Kari本來是一個的巴士司機，搬到奥卢村後就開設了一間性用品商店，現在還在繼續營業。
兒童時代的瓦洛養了不少動物，其中瓦洛很喜愛的是一隻由父母在水溝裡救出的狗，名叫Sami。在弟弟Jesse未出世前，瓦洛一直當Sami是自己的弟弟，而且在Sami的幫助下，他學懂了走路。在Sami死後，瓦洛不但非常傷心，他更患上哮喘病和動物敏感。
瓦洛在讀書時，經常與人打架，唯一能令他冷靜下來的就是畫畫，所以當時學校特別允許他在上課時畫畫。在未開始音樂事業前，少年的瓦洛一直於爸爸的商店工作。在瓦洛18歲時，他的父母收留了一隻流浪狗，令瓦洛哮喘復發，入院五天。這件事後，爸爸決定讓維勒搬走自己一個人住。

## 音樂事業

### 成長影響
瓦洛在年幼時已開始接觸音樂，父母經常於家中播放芬蘭著名歌手Tapio Rautavaara和Rauli Badding Somerjoki的歌。當還是嬰兒的瓦洛哭時，爸爸就會播放Rauli Badding Somerjoki 的歌Paratiisi，而媽媽則和瓦洛跳舞。這樣，他就會停止哭泣。。此外，他的表哥也把金屬搖滾樂隊介紹給他認識，包括Kiss合唱團，黑色安息日(Black Sabbath)和Iron Maiden。
瓦洛在三歲時開始學習邦哥鼓，6歲時學習低音結他。而在9歲時，他入讀了赫爾辛基的The Pop and Jazz Conservatory，學習不同音樂的種類。瓦洛對音樂的興趣及後擴展到雷鬼樂，藍調和鄉村音樂，他尤其喜歡鄉鄉村音樂歌手Johnny Cash，Roy Orbison和Neil Young。而於芬蘭流行歌手當中，Tapio Rautavaara就是他最大的偶像。
青年的瓦洛十分熱愛音樂，他曾加入了赫爾辛基很多不同的樂隊，有B.L.O.O.D (1986-89)，Eloveena Boys (1987-88)，Kemoterapia (1989-1997)等。他也曾經為芬蘭另一支樂隊The 69 Eyes擔任和音。

### HIM成立及早期發展
在1991年,初期的HIM成立了,由維勒·瓦洛（主唱），米科·林德斯特伦（简称Linde，吉他手）和米科·帕纳宁（简称Mige，低音吉他手）组成。他们一开始只是唱别人的歌,唱的有组合Kiss,Type O Negative,Danzig,Black Sabbath和Depeche Mode的歌。 
而在1992年, HIM录了一只demo:Witches and Other Night Fears，但只有Ville才有拷贝。 
在很多的纷争下,HIM一共有很多成员加入同离去,在1995年,就只剩下了现任主音Ville, 结他手Linde同贝斯手Mige 
1995年晚期,HIM再录了一只Demo–This is only the beginning。这只demo一共有100份在赫尔辛基的特定商店出售。裏面收录了Wicked Game和 The Heartless,另外也有一些罕见的歌,如Serpent Ride,Borellus,Stigmata Diaboli 和The Phantom Gate。这只demo内所有的歌都只有鼓声和Linde的结他声伴着Ville的歌声。 
1996年,HIM第一只EP–《666 Ways to Love: Prologue》在芬兰推出1000份,封面的女人是维勒的妈妈。这只EP是在Hiili Hiilesmaa监制下在赫尔辛基的录音室–Finnvox Studios录制。 
第一张专辑《Greatest Lovesongs Vol. 666》在1997年推出。为配合主题'666'，专辑一共辑录66首歌（其中56首是空白），其总长度达66分6秒。这张专辑一共发行了四张单曲。

### Daniel Lioneye的成立
在2001年，Valo、Linde和Mige另外組合了一隊新的樂隊–Daniel Lioneye。Linde是這隊樂隊的主音和結他手，Mige是低音結他手，Valo則是鼓手。
Daniel Lioneye在2001年推出過一張專輯–「The King Of Rock n Roll」。這張專輯的歌與HIM (樂團)的曲風非常不同，富有濃厚的搖滾風味。

## 個人生活
瓦洛目前定居於芬蘭赫爾辛基蒙基涅米区的四層堡壘。他大部分時間都要到其他國家作巡迴表演。

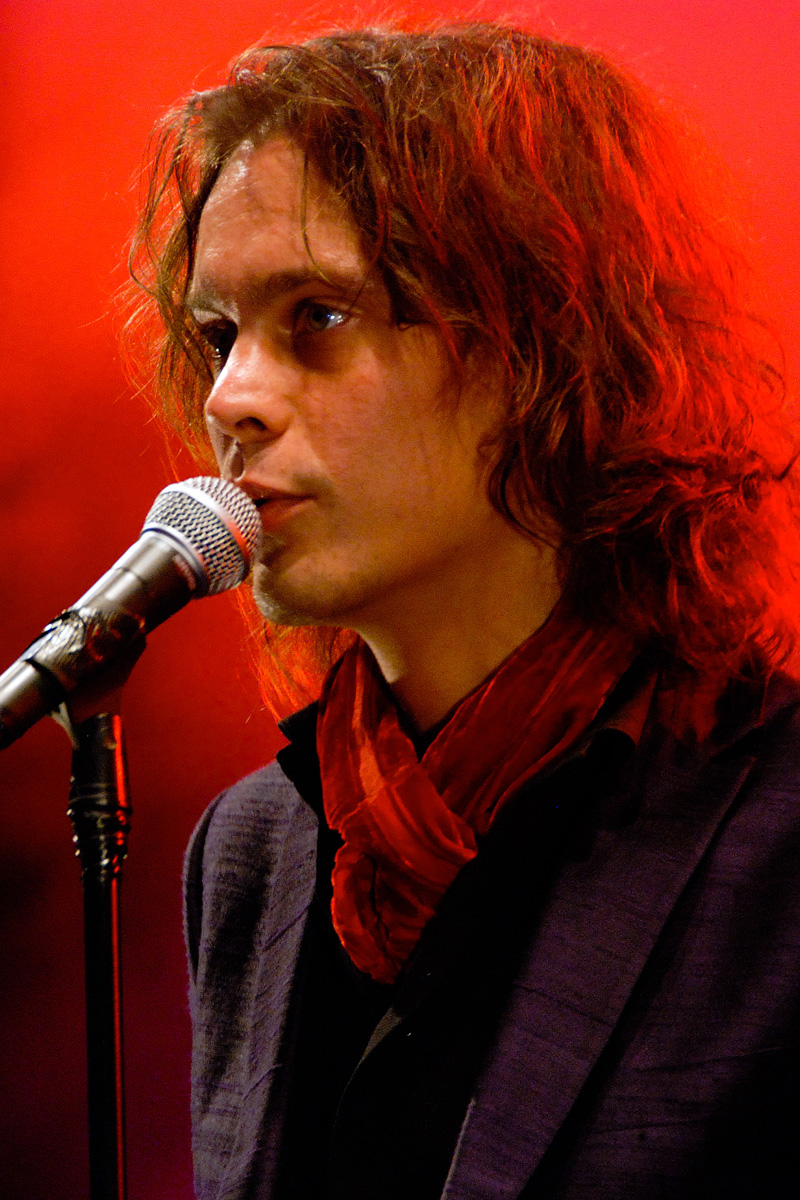
2007年Valo演唱

### 愛情
他曾於2005年7月9日與芬蘭模特兒Jonna Nygren訂婚，及後於2006年3月分手。

### 朋友
瓦洛的好友包括HIM (樂團)中的Linde(結他手)和Mige(低音結他手)。瓦洛和他們在讀書時期已經認識。
Bam Margera(美國藝人)和Kat Von D(美國紋身師和電視節目主持)也是瓦洛的好友。Margera曾執導HIM (樂團)的三個音樂錄影片段，而瓦洛亦曾擔任Margera的節目「Viva La Bam」的嘉賓。而Kat則曾客串過樂隊的一個音樂片段–Killing Loneliness，她亦曾替瓦洛紋身。

## 其他事項

### Heartagram

Heartagram是HIM的商标，由瓦洛在20岁生日当天设计。Heartagram由心形和三角形组合而成，像一个倒转的五角星。瓦洛于一个访问中表示heartagram是现代的阴阳，代表了“善与恶”、“光与暗”、“爱与死”。
Heartagram被运用在HIM的多个专辑封面上，如Love Metal，Dark Light，Screamworks: Love in Theory and Practice，XX – Two Decades of Love Metal和Tears on Tape。Valo曾说，“Heartagram代表了HIM这支乐队的存在，还有Love Metal。”

## 音樂作品
- 《Greatest Love Songs Vol.666》（1997）
- 《Razorblade Romance》（1999）
- 《Deep Shadow and Brilliant Highlights》（2001）
- 《Love Metal》（2003）
- 《Dark light》（2005）
- 《Venus Doom》（2007）
- 《Screamworks: Love in Theory and Practice, Chapters 1–13》（2010）
- 《Tears on Tape》（2013）